# Černyškovskij rajon
Il Černyškovskij rajon (in russo Чернышковский район?) è un rajon dell'oblast' di Volgograd, in Russia, il cui capoluogo è Černyškovskij. Istituito nel 1935, ricopre una superficie di 3.079 chilometri quadrati e nel 2021 ospitava una popolazione di circa 13.400 abitanti.